# Herr Sleeman kommer
Herr Sleeman kommer és un telefilm suec dirigit per Ingmar Bergman, difós el 1957.

## Argument
Herr Sleeman kommer és una obra d'un acte de 1917 de l'autor suec Hjalmar Bergman. El perssonatge principal és una dona jove que ha quedat òrfena que està a punt de ser casada amb un home vell gena atractaiu, però ric, Mr. Sleeman, a instàncies de les seves ties que s'han fet càrrec d'ella. Bergman infon harmònics de pessimisme pesarós pel que fa a la situació en general.
L'obra és una de les seves peces més reeixides de teatre i s'ha posat en escena moltes vegades a Suècia i també per la televisió sueca. El 1957, Ingmar Bergman va dirigir la primera adaptació de TV. El director i l'escriptor no eren parents; Bergman és un cognom comú a Suècia.

## Rebuda
Les obres de Hjalmar Berman presenten una visió de ‘titelles' de la vida. Una vista fatalista centrada en la possessivitat i el mal. Per Lindberg, el cunyat de Hjalmar Bergman, porta a l'escenari Sagan (La Llegenda) a l'Estudi de Dramaturgs el 1942. Animat per Brita von Horn, Ingmar Bergman va dirigir un programa doble d'obres de Hjalmar el 1944: Spelhuset i Herr Sleeman kommer. El seu Sleeman és un típic treball de Hjammar Bergman en una juxtaposició de jove innocència (la jove Anne Marie) i de vell cinisme i luxúria (Herr Sleeman). L'obra va ser presentada per Ingmar Bergman com a malson expressionista, amb el suport dels dissenys fantasmagòrics de Gunnar Lindblad. Spelhuset és un exercici dramàtic menor, clarament una imitació de drames expressionistes alemanys dels anys 1920.
El tipus de drama d'Igmar Bergman on podria 'moure els actors com titelles ' en una producció estilitzada i macabra que es converteix en un treball de revisitació amorosa entre Ingmar Bergman i el seu homònim més gran, qualificant l'esdeveniment d'un èxit -una ambiciosa, fantasmal i màgica producció d'un drama que omple d'una visió fatalista de la vida.
Però si el director havia rescatat el dramàticament dèbil Spelhuset, va fracassar, aparentment, amb un Herr Sleeman kommer més exigent. Fins i tot un seguidor de Bergman com Nils Beyes tenia una mica de dificultat que proposava una conclusió positiva: 'Sempre és fascinant captar una ullada de la feina d'un gran poeta - i també veure una intel·ligent i original direcció lluitar amb obres difícils '

## Repartiment
- Bibi Andersson: Anne-Marie
- Jullan Kindahl: Mrs. Mina
- Yngve Nordwall: Mr. Sleeman
- Max von Sydow: El Caçador
- Naima Wifstrand: Mrs. Gina